# A felkelő Nap háza (Lost)
Nem tévesztendő össze a House of the Rising Sun című amerikai dallal, ahonnan a címet kölcsönözték.
2004. október 27-én került először adásba az amerikai ABC csatornán a sorozat 6. részeként. Javier Grillo-Marxuach írta, és Michael Zinberg rendezte. Az epizód középpontjában Sun-Hwa Kwon áll.

## Ismertető
|  | Alább a cselekmény részletei következnek! |

### Visszaemlékezések
Sun vendégként van jelen egy partin, ahol szerelme, Jin, pincérkedik. Együtt félrevonulnak egy eldugott helyre, és csókolóznak. Sun azt szeretné, ha Jin megszökne vele, de Jin nem akar ellenszegülni Sun apjával. Azt mondja Sun-nak, beszél az apjával, és engedélyt kér tőle, hogy megesküdhessenek. Hogy biztosítsa szeretete felől, egy fehér virágot nyújt át Sun-nak, és megígéri, hogy egy napon egy sokkal értékesebb dolgot, gyémántot fog adni neki.
Napokkal később, Jin boldogan közli Sun-nal: apja engedélyt adott a házasságukra. Sun mérhetetlenül boldog, hogy ezt hallja, de öröme hamar alábbhagy, amint Jin tudatja vele, hogy ideiglenesen az apjának fog dolgozni. Jin azzal csal ismét mosolyt Sun arcára, hogy egy gyémánttal díszített jegygyűrűt ad neki, amit az új munkájának köszönhetően tudott megvenni.
Miután összeházasodtak, Sun és Jin egy gyönyörű apartmanba költözött, Szöul-ba. Egy nap, Sun arra tér haza, hogy Jin egy kiskutyát vett neki. Jin azt mondja, azért kapta, mert az utóbbi időben keveset lehettek együtt a munkája miatt, és nem akarja, hogy magányos legyen. Sun felidézi kapcsolatuk kezdeti stádiumát, amikor Jin még csak egy virágot tudott adni neki. Viszont nem kellett az apja irányítása alatt élni, és mindig volt idejük egymásra. A nosztalgiázást Jin telefonjának csörgése zavarja meg: Sun apja keresi őt.
Jin felébreszti Sunt, amikor berohan az apartmanba. Sun a mosdóban talál rá, ahogy a vért mossa le a kezeiről. Megkérdezi Jintől, mi történt, de Jin csak annyit mond, a munkáját végezte. Sun nem elégszik meg ennyivel, s végül, pofonvágja férjét. Jin dühös tekintettel néz rá Sunra, és azt mondja, csupán azt tette, amire az apja utasította.
Sun és Jin házassága egyre csak rosszabbodott az idő előrehaladtával. Sun úgy dönt, hogy elszökik a férjétől. Felbérel egy nőt, akit Jin előtt lakberendezőként tüntet fel, de valójában a szökését tervezi meg. A nő hamis dokumentumokat ad Sun-nak, és azt mondja neki, a repülőtéren egy fekete kocsi fog várni rá, ami elviszi egy biztonságos helyre, ahol elbújhat, amíg Jin és az apja le nem tesznek a kereséséről. Felhívja rá Sun figyelmét, hogy a kocsi pontosan 11:15-kor fog érkezni, ezért nem késlekedhet. Elismételteti Sun-nal az időpontot.
A sydney-i repülőtéren, Jin és Sun a Los Angelesbe induló járatukat várják. Míg Jin a jegyárusítónál áll sorba, Sun észreveszi, hogy 11:15 van. Látja, hogy megjött a fekete kocsi, de képtelen elhagyni a férjét. Előre lép pár lépést, majd sírva fakad. Ránéz a férjére, aki egy fehér virágot mutat neki. Sun, ezt látva, végleg letesz arról, hogy elmenekül. Odamegy Jin-hez, aki látva könnyes arcát, megkérdezi tőle, miért sírt. Sun azt hazudja, nagyon meghatódott a virág szépségétől.

### Valós idejű történések (7. nap)
Kate, Jack, Charlie és Locke épp vízért indulnak a barlangokhoz, amiket Jack fedezett fel, amikor Sun észreveszi, hogy a férje dühösen közeledik Michael felé. Jin rátámad és ütlegelni kezdi a férfit, és nem hajlandó abbahagyni még Sun és Walt könyörgésére sem. Sayid és Sawyer állítja meg őt, és hozzábilincselik egy repülőgép-roncshoz.
A dzsungelben, miután Jack elvezeti társait a forráshoz, Charlie félrevonul, hogy fogyasszon egy keveset a heroinjából. Locke észreveszi őt, és arra kéri, ne mozduljon el onnan, ahol áll. Charlie ugyanis rálépett egy méhkasra, és ha megmozdul, a kas megreped, és a méhek kirajzanak belőle. Jack és Kate elmennek hozni valamit, amivel lefedhetik a kast, miközben Charliet egyre jobban irritálják az arcára szálló méhek.
A tengerparton, Michael megpróbálja megértetni Sayid-dal, hogy semmit nem ártott Jin-nek, amivel kiérdemelte volna, hogy rátámadt. Sayid azt mondja, Jinről addig nem veszik le a bilincset, míg ki nem derül, hogy mi volt az indítéka.
Jack megpróbálja lefedni a méhkast, de Charlie már nem bírja elviselni a méheket; elmozdul, mire a kas szétnyílik, és több száz méh száll ki belőle. Mindenki menekülőre fogja, még mielőtt a méhek halálra csípnék őket. Jack és Kate a barlangokhoz menekülnek. Kate az egyik barlangban két holttestet talál. Jack a ruhájuk állapotából úgy saccolja, hogy ötven éve halhattak meg. Az egyik holttestnél, talál egy kis vászonzsákot, amiben egy fehér és egy fekete drágakő van. Charlie és Locke is megérkezik, és mert Jack megállapítja, hogy az egyik holttest férfi, a másik pedig nő, Locke úgy nevezi el őket, „a mi Ádámunk és Évánk”.
Kis idővel később, Jack és Kate elindul a tengerpartra, hogy vizet vigyenek a túlélőknek. Charlie és Locke a barlangoknál marad, hogy kiválogassák a hasznos dolgokat a repülőgépből ott elhullott tárgyak közül. A visszaút közben, Jack felveti Kate-nek, hogy ahelyett, hogy a vizet viszik el a túlélőknek, a túlélőknek kellene a vízhez jönniük, a barlangokhoz költözniük.
Walt megkérdezi Michaelt, miért mondta, hogy a koreaiak nem bírják „az ő fajtájukat” (az afroamerikaiakat). Michael tisztázza, hogy csak azért mondott ilyesmit, mert nagyon dühös volt. Elbeszélget a fiával, és megtudja, hogy az anyja semmit sem beszélt róla neki. Így hát, egyikük sem tud túl sokat a másikról.
Jack azon gondolkodik, hogy a barlangoknál lehetne építeni egy gátat, ami megkönnyítené a betegek ápolását. Egyre inkább biztos benne, hogy a barlangok a megfelelő hely a túléléshez. Kate nem ért vele egyet. Eközben a barlangoknál, Charlie és Locke a Drive Shaft-ről, és Charlie gitárjáról beszélgetnek. John ígéretet tesz Charlienak, hogy hamarosan újra a kezébe veheti a katasztrófa miatt elveszett gitárját.
Visszatérve a táborba, Sayid elmondja Kate-nek és Jacknek, mi történt a parton. Jacket azonban sokkal inkább foglalkoztatja a barlangokhoz való költözés ötlete. Sayid teljes mértékben ellenzi a tervet. Véleménye szerint, csak akkor menekülhetnek meg, ha a parton maradnak, jelzőtüzet gyújtanak, és figyelik, hogy jön-e feléjük egy repülőgép, vagy egy hajó. Ennek ellenére, Jack végigkérdezi az összes túlélőt, vele tartanak-e. Sayid örömmel hallja, hogy Michael a parton marad.
Sun odamegy Michaelhez, aki éppen fát vág. „Beszélnem kell veled” – mondja Sun angolul. Michael egy pillanatig döbbenten néz a koreaira. Nem érti, Sun miért nem használta mindezidáig angol nyelvtudását, de Sun elmagyarázza, hogy a férje nem tud róla, és titokban kell tartania. Elmondja, hogy Jin a karóra miatt támadta meg, amit Michael a katasztrófa után talált. A karórát ugyanis Sun apja adta Jin-nek, hogy vigye el az egyik ügyfelének. A megvédése Jin számára „becsületkérdés” volt. Sun Michael segítségét kéri.
Locke beismeri Charlienak, hogy tud a drog-problémájáról. Arra kéri, adja oda neki a heroint most, amikor még dönthet. Megkérdezi tőle, a drog vagy a gitárja fontosabb számára, mire Charlie átnyújtja neki a maradék heroinját. „Nézzen fel!” – mondja Locke Charlienak. A gitárja ugyanis a föléjük magasló dombon hever – méghozzá teljes épségben.
A tengerparton, Jack közli Kate-tel, ideje indulni a barlangokhoz. Kate nem akar velemenni. Jack megkérdezi tőle, mitől lett ilyen „kemény”, mire Kate emlékezteti rá, hogy megvolt az esélye rá, hogy megtudja, de nem élt vele. Eközben, Michael baltával szétvágja Jin bilincsét, és dühösen visszaadja neki a karórát.
Jack „új bérlőkkel” tér vissza a barlangokhoz, beleértve Hurley-t, Jint, és Sunt. A tengerparton, Sawyer, Sayid, Shannon, Boone és Kate csöndesen üldögélnek a jelzőtűznél. Kate merev tekintettel figyeli a tüzet, csakúgy mint Jack, a barlangoknál.
|  | Itt a vége a cselekmény részletezésének! |